# Ignacio Domeyko
Ignacio Domeyko Ancuta (en polaco: Ignacy Domeyko; Niedźwiadka Wielka, Imperio ruso; 31 de julio de 1802-Santiago, Chile; 23 de enero de 1889) fue un científico polaco a quien el gobierno de Chile le concedió la nacionalidad chilena en 1848.

## Biografía

### Primeros años
Nació el 31 de julio de 1802 en la localidad de Niedźwiadka Wielka, en ese entonces territorio polaco-lituano que recientemente había pasado a dominio del Imperio ruso. En la actualidad, el pueblo forma parte administrativamente del raión de Kareličy (Goradnia, Bielorrusia) con el nombre de Miadzviedka.
Perteneciente a la antigua nobleza polaca, Domeyko se consideró siempre lituano. Estudió en la Universidad de Vilna. Tuvo que exiliarse de su país tras la derrota de los patriotas polacos y lituanos en la insurrección de 1831 en contra de la dominación rusa. En París estudió en La Sorbona, el Colegio de Francia, el Jardín Botánico y la Escuela de Minas.

### Vida en Chile

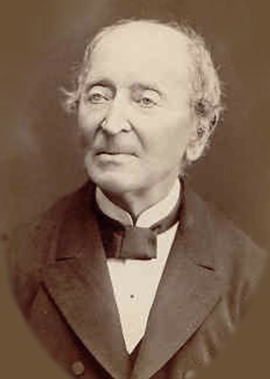
Ignacio Domeyko Ancuta

En 1838 llegó a Chile contratado por las autoridades de la provincia de Coquimbo para comenzar la enseñanza de mineralogía y química en el liceo San Bartolomé de La Serena, institución que también financia su viaje, instrumentos, materiales y colecciones, donde posteriormente revoluciona los métodos de enseñanza.
Entre 1840 y 1846 realizó viajes por gran parte del país. En estos viajes, describió la geología de extensas zonas. En 1847 fue contratado como profesor del Instituto Nacional de Chile, más tarde se le concedió la nacionalidad por gracia y contrajo matrimonio con una joven chilena, Enriqueta Sotomayor, con quien tuvo tres hijos.
Dándose cuenta de la enorme pero casi inexplorada riqueza minera de Chile impulsó presionando fuertemente a las autoridades chilenas para que se creasen las Escuelas de Minas de La Serena y Copiapó respectivamente; en la primera Domeyko se encargó personalmente de crearla, dirigirla y hacer clases, en tanto que en la escuela copiapina dirigió su creación, eligiendo con pinzas a sus académicos, varios de ellos egresados de la recién creada Universidad de Chile y la mayoría provenientes de Alemania y Francia, visitándola de vez en cuando para supervisarla.
Fue miembro del claustro académico de la Universidad de Chile y posteriormente fue elegido rector de la misma, cargo que ejerció entre 1867 y 1883, por 3 periodos. En tal cargo desarrolló una extensa labor, siendo la principal de ella, la separación de las funciones de superintendencia de educación que ejercía sobre el sistema desde su creación, traspasando tales responsabilidades al recién creado Ministerio de Educación. En 1879 el Congreso Nacional dictó una ley por la que se separaban las funciones del Instituto Nacional, encomendándosele a la universidad el trabajo de convertirse desde una unidad exclusivamente académica a una de docencia.

### Últimos años
No retornó a su patria natal hasta el viaje que hizo entre 1884 y 1889 a Siria otomana (actual Israel), la Ciudad del Vaticano, Polonia (Cracovia y Varsovia), Lituania y la actual Bielorrusia. De su país natal trajo un saco de tierra que puso en su patio. Aún es conservado por sus descendientes.
Falleció en Santiago el 23 de enero de 1889 por causas naturales, a los 87 años.

## Homenajes

### Epónimos
Género
- El espécimen de dinosaurio más completo hallado en Chile lleva por nombre Domeykosaurus (lagarto de Domeyko) en su honor.[cita requerida]

Especies vegetales
- (Asteraceae) Haplopappus domeykoi Phil.[3]

Otros
- En la Universidad de La Serena, el campus donde se encuentra la Escuela de Minas, heredera de la creada por el sabio polaco, tiene por nombre "Ignacio Domeyko". En la misma institución existe el Museo Mineralógico Ignacio Domeyko.
- En Valparaíso funciona el Instituto Tecnológico Universidad de Playa Ancha Ignacio Domeyko que imparte carreras técnicas.
- En Santiago se encuentra el Liceo Industrial y de Minas Ignacio Domeyko, administrado por la Corporación Minera, creada por exalumnos de la Escuela de Minas de La Serena.
- Una cadena montañosa de la Cordillera de los Andes situada en el norte de Chile, al oeste del Salar de Atacama se denominó Cordillera Domeyko.
- Un asteroide perteneciente al cinturón de asteroides que orbita entre Marte y Júpiter, descubierto el 15 de abril de 1975 fue denominado (2784) Domeyko.
- Dentro de la Casa Central de la Universidad de Chile uno de los Salones de Honor de ésta recibió su nombre.
- Un pueblo pequeño ubicado en la Región de Atacama en el norte de Chile lleva el nombre Domeyko.
- En 1960 se fundó la Biblioteca Polaca Ignacio Domeyko en Buenos Aires, Argentina.
- El Centro Chileno-Alemán para Docencia e Investigación en Minería, actualmente en proceso de creación, recibirá el nombre de Ignacio Domeyko y su hijo Casimiro.
- Una oficina del Palacio de La Moneda lleva su nombre.
- El papa Juan Pablo II en su visita a Chile, le rinde homenaje durante un discurso en la nunciatura con los polacos residentes en dicha república sudamericana.
- En 1955 fue inaugurada la plaza Ignacio Domeyko, ubicada en el sector El Llano de la ciudad de Coquimbo.[4]

## Galería

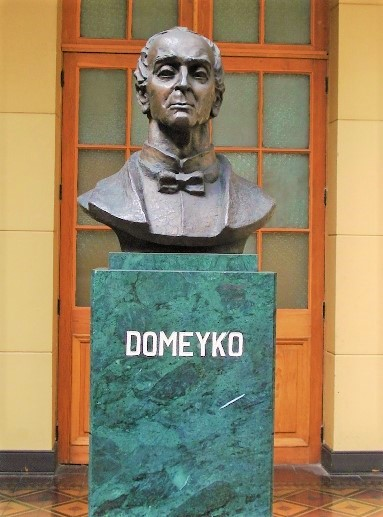
Busto de Domeyko en la Casa Central de la Universidad de Chile
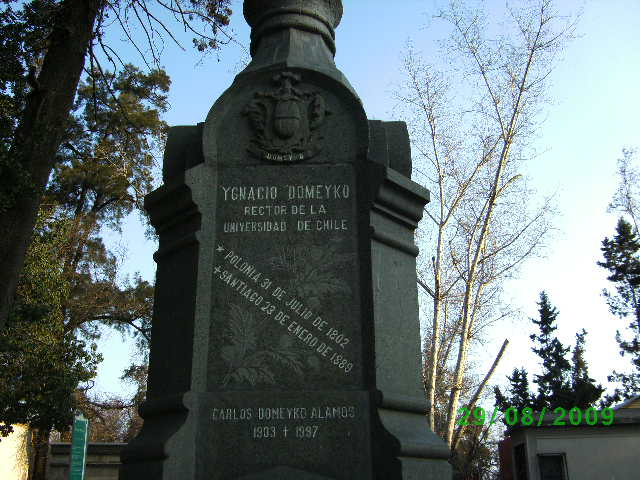
Escrito en la Estatua de Domeyko en el Cementerio General de Santiago
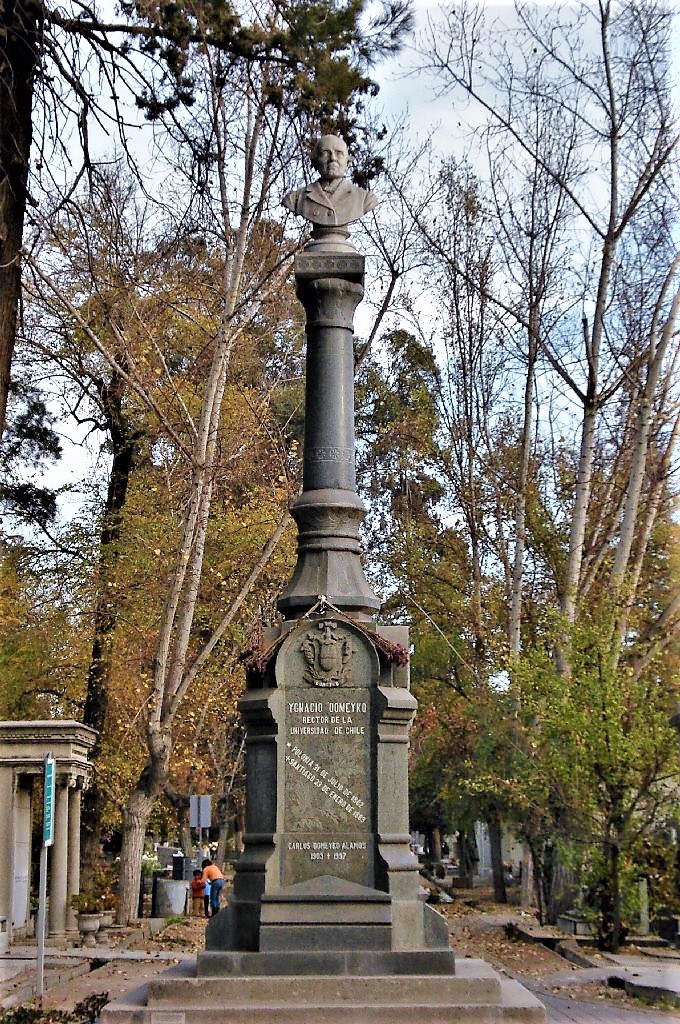
Estatua de Domeyko

| Precedido por: Manuel Antonio Tocornal | Rector de la Universidad de Chile 1867-1883 | Sucedido por: Jorge Huneeus Zegers |